# Martin Wallace

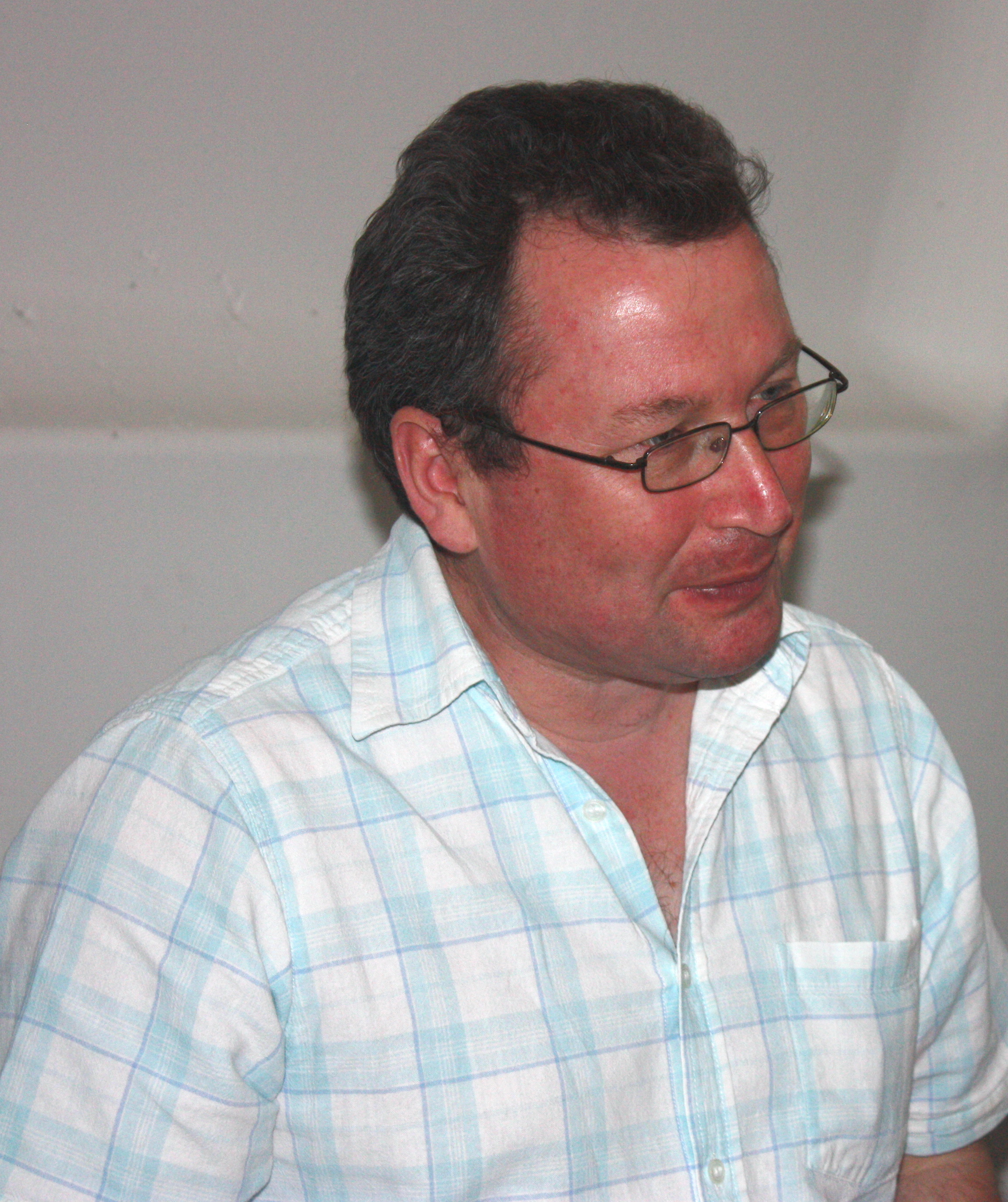
Martin Wallace in Modena (2012)

Martin Wallace (geboren im Juli 1962 in Hampshire nahe Southampton) ist ein Spieleautor aus Manchester, England. Er ist der Gründer und Hauptautor des Verlages „Warfrog Games“, den er 2008/2009 in Treefrog Games umbenannte. Wallace ist bekannt für seine komplexen Strategiespiele.

## Leben
Als Siebenjähriger zog seine Familie 1969 nach Salford nahe Manchester, was er nach eigener Aussage als Kulturschock erlebte. Die Region gehörte zu den wirtschaftlich nicht eben blühenden in Nordengland. Er machte einen Studienabschluss in Geschichtswissenschaft und einen Lehrbefähigungsnachweis. Für kurze Zeit arbeitete er als Lehrer. Mit einem Vollzeitjob bei Games Workshop machte er sein Hobby zum Beruf, fand diese Stelle im Verkauf aber bald wieder langweilig. Er versuchte sich ein Jahr lang als Computerspiel-Programmierer, bis der zeitweilig boomende Markt kollabierte. Er beschloss, einen weiteren Hochschulabschluss zu machen, und gab das Spielen während dieser Weiterbildung zeitweilig auf.
Ab 1990 entwickelte er seine ersten eigenen Prototypen als Spiele-Designer. Im Oktober 1994 fuhr er mit seinem Spiel Lords of Creation zur Spielemesse in Essen. Dort war er in den folgenden Jahren immer wieder mit seinen Neuentwicklungen. Er gründete Warfrog mit James Hamilton, der sein Geld und kaufmännisches Knowhow in Wallaces Ideen investierte. In Essen traf Wallace auf John Bohrer, der ihn auf das Thema Eisenbahn-Stratiegiespiele brachte. Die brachten den Durchbruch.

## Thematiken und Mechanismen
Zwei seiner beliebtesten Themen sind der Aufbau und der Betrieb von Eisenbahnen und der Aufstieg und Fall von Zivilisationen. Seine Spiele verbinden Elemente aus dem europäischen und amerikanischen Spieldesign. Viele seiner Spiele beinhalten ökonomische Systeme mit Regeln für Einkommen, Steuern und Zinszahlung.

## Ludographie (Auswahl)
- 1997: ... und Tschüß! (Goldsieber, à la carte: Kartenspielpreis der Zeitschrift Fairplay, Platz: 6 (1997))
- 2000: Empires of the Ancient World (Warfrog)
- 2001: Liberté (Warfrog, International Gamers Award 2002: Nominiert)
- 2001: Volldampf (TM-Spiele, International Gamers Award 2002: Nominiert)
- 2002: Age of Steam (Warfrog, International Gamers Award 2003: Gewinner)
- 2002: Tyros (Kosmos)
- 2003: Princes of the Renaissance (Warfrog, International Gamers Award 2004: Nominiert)
- 2004: Runebound (Fantasy Flight Games)
- 2004: Struggle of Empires (Warfrog, International Gamers Award 2005: Nominiert)
- 2005: Byzantium (Warfrog)
- 2005: Railroad Tycoon (Eagle Games, International Gamers Award 2006: Nominiert)
- 2006: Tempus (Pro Ludo)
- 2006: Perikles (Warfrog)
- 2007: Brass (Warfrog)[4][5][6]
- 2008: Kohle: Mit Volldampf zum Reichtum (Pegasus Spiele verlag), eine deutsche version von Brass (2007)
- 2008: Tinners' Trail (Treefrog, International Gamers Award 2008: Nominiert)
- 2008: After The Flood (Treefrog)
- 2008: Steel Driver (Treefrog)
- 2009: Steam: Rails to Riches (Mayfair Games/Phalanx Deutschland, International Gamers Award 2009: Nominiert)
- 2009: Waterloo (Treefrog)
- 2009: Automobile (Treefrog; International Gamers Award 2009: Nominiert)
- 2009: Last Train to Wensleydale (Treefrog)
- 2009: God's Playground (Treefrog)
- 2010: Age of Industry (Treefrog)[7][6][8]
- 2010: Gettysburg (Treefrog)
- 2010: London (Treefrog)
- 2011: Age of Industry #1: Japan and Minnesota (2011) (Treefrog)[9][10][11]
- 2011: A few Acres of Snow (Treefrog)
- 2011: Discworld: Ankh-Morpork (Treefrog, Kosmos)
- 2011: Volle Scholle (Kosmos)
- 2013: A Study in Emerald (Treefrog) (In der überarbeiteten 2nd Edition auch in Deutsch als „Eine Studie in Smaragdgrün“ erschienen (Schwerkraft Verlag) ), angelehnt an Neil Gaimans Kurzgeschichte A Study in Emerald
- 2014: Onward to Venus (Treefrog)
- 2015: Brass: 2-Player Board (Treefrog)[12]
- 2016: Via Nebula (SpaceCowboys)
- 2016: Hit Z Road (SpaceCowboys)
- 2016: The Arrival (Game’s Up)
- 2017: A Handful of Stars (Treefrog; letzte Veröffentlichung dieses Verlags)
- 2018: Brass: Birmingham (Roxley)[13][14][15][16]
- 2018: Brass: Lancashire (Roxley),[17][18][15][19] eine aktualisierte version von Brass (2007)
- 2019: Judge Dredd Helter Skelter (Osprey)
- 2019: Lincoln (PSC)
- 2019: Milito (PSC)
- 2019: Nanty Narking (Phalanx)
- 2020: Anno 1800 (Kosmos)
- 2021: Tinners' Trail (Alley Cat), neue und überarbeitete Ausgabe.
- 2021: Rocketmen (Phalanx)
- 2023: Bloodstones (Wallace Designs)

## Auszeichnungen
- 2003: International Gamers Award für Age of Steam
- 2007: Jogo do Ano für Brass
- 2008: JoTa Best Designer Nominiert
- 2008: JoTa Best Designer Gewinner
- 2010: UK Games Expo Special Award Gewinner
- 2019: International Gamers Award-2P für Lincoln[20]